# Sanhe, Bishan
Sanhe (kinesiska: 三合, 新场) är en köping i sydvästra Kina. Den ligger i stadsdistriktet Bishan i storstadsområdet Chongqing, omkring 51 kilometer sydväst om det centrala stadsdistriktet Yuzhong. Antalet invånare är 11 336. Befolkningen består av 5 425 kvinnor och 5 911 män. Barn under 15 år utgör 15,0 %, vuxna 15-64 år 66 %, och äldre över 65 år 18,0 %.